# Екзогенні родовища
Екзогенні родовища (рос. экзогенные месторождения, англ. exogenetic deposits; нім. exogene Lagerstätten f pl) — гіпергенні родовища, седиментогенні родовища, поклади корисних копалин, пов'язані з древніми і сучасними геохімічними процесами Землі.
Утворюються на поверхні Землі, в її тонкій верхній частині, що включає горизонти ґрунтових і частково пластових підземних вод, на дні боліт, озер, рік, морів і океанів. Екзогенні родовища формуються в результаті механічного і біохімічного перетворення та диференціації мінеральних речовин ендогенного походження. Серед Е.р. розрізнюють чотири генетичні групи: залишкові, інфільтраційні, розсипні і осадові.
Залишкові родовища формуються внаслідок винесення розчинних мінеральних сполук із зони вивітрювання і накопичення важкорозчинного мінерального залишку, що створює руди заліза, нікелю, мангану, алюмінію.
Інфільтраційні родовища виникають при осадженні з підземних вод поверхневого походження розчинених в них мінеральних речовин з утворенням покладів руд урану, міді, срібла, золота, самородної сірки.
Розсипні родовища створюються при накопиченні в пухких відкладах на дні рік і морських узбережжях важких цінних мінералів, до числа яких належать золото, платина, мінерали титану, вольфраму, олова.
Осадові родовища утворюються в процесі осадонакопичення на дні морських і континентальних водоймищ, що формує поклади вугілля, горючих сланців, нафти, горючого газу, солей, фосфоритів, руд заліза, мангану, бокситів, урану, міді, а також будматеріалів (гравій, пісок, глина, вапняк, цементна сировина).